# Direttissima della Paganella
Direttissima della Paganella era il nome della funivia che collegava la stazione a valle di Lavis (Trento), posta sulla sponda sinistra dell'Adige a 220 m s.l.m., con la cima della Paganella a quota 2080 m s.l.m. Chiamata anche "L'ascensore delle Dolomiti" per la notevole pendenza dell'impianto, fu inaugurata nel 1957 e rimase in funzione fino al 1979. Dell'impianto originario rimangono solo le stazioni di partenza e arrivo, convertite ad altro utilizzo.

## Storia
L'idea di costruire un impianto capace di collegare direttamente la valle dell'Adige con la cima della Paganella nacque nei primi anni '50, in una riunione alla quale erano presenti il sindaco di Trento dott. Nilo Piccoli, il presidente della Società Funivie della Paganella Gaetano Mantovani e il progettista ingegnere Ugo Carlevaro. In quel periodo era in discussione l'ammodernamento della esistente funivia Zambana-Fai-Dosso Larici, un impianto in servizio dal 1925 (e successivamente chiuso tra Zambana e Fai a causa della frana del 1955), che non poteva più soddisfare la crescente richiesta in termini di velocità e capacità di trasporto.
Si narra che nel 1958 Tenzing Norgay, lo sherpa che con Edmund Hillary conquistò la vetta dell'Everest, durante una sua visita in Trentino salì sulla Paganella mediante questa funivia; egli rimase impressionato tanto da immobilizzarsi durante la salita.
La Direttissima rimase in servizio fino al maggio 1979, mese dopo il quale venne chiusa principalmente per motivi economici (vi erano le funi d'acciaio da sostituire). Successivamente vennero rimossi i piloni e buona parte delle funi (una parte delle funi giacciono ancora abbandonate sotto la parete della Paganella). La stazione di partenza, visibile dalla ciclabile che corre lungo l'Adige, è stata convertita a deposito di veicoli mentre quella di arrivo è stata attrezzata con ripetitori per telecomunicazioni.

## Caratteristiche dell'impianto
L'impianto fu progettato dal prof. ing. Ugo Carlevaro mentre i rilievi geologici furono eseguiti dal prof. Ardito Desio. La costruzione dell'impianto fu affidata alla ditta Ing. Giuseppe Rosnati & C. s.r.l. di Milano.
L'impianto poggiava su due soli piloni:
- il primo, alto 7 metri, era posto sulla sommità del gradone di roccia a livello dei laghi di Lamar;
- il secondo, alto 30 metri, era posizionato su un secondo gradone soprastante; questo aveva un angolo record di passaggio di circa 45 gradi, ovvero una salita verticale con pendenze massime prossime al 105%.[1]

### Dati principali dell'impianto

Una cabina verso la cima dell'impianto

- Stazione a valle: Lavis, a 220 m s.l.m.
- Stazione a monte: Cima Roda, a 2080 m s.l.m.
- Lunghezza: 3383 m
- Dislivello: 1890 m
- Pendenza massima: 105%
- N° di piloni: 2
- N° di vetture: 2
- Peso unitario delle vetture a vuoto: 1.100 kg
- Capacità massima di una vettura, compreso il vetturino:  44 persone
- Peso totale massimo di una vettura: 4.200 kg
- Vagoncini di soccorso: 2
- Capacità del vagoncino di soccorso, compreso il vetturino: 7 persone
- Capacità di trasporto in ciascun senso: 280 persone/ora
- Durata della corsa: 8 min 30 s
- Velocità massima: 8 m/s
- Diametro funi portanti: 48 mm
- Diametro funi traenti: 28 mm

## L'aneddoto della fune corta
Successivamente alla chiusura dell'impianto si diffuse un curioso aneddoto (ancora oggi riproposto) secondo cui, al momento di sostituire la fune traente, il geometra dell'impianto ne ordinò una nuova, lunga 50 metri più del necessario; la fune fu quindi accorciata, risultando però 15 metri più corta. A causa dell'impatto economico di tale errore, il gestore preferì licenziare il geometra e chiudere l'impianto. Questo aneddoto è stato dichiarato falso da un ex capo-servizio della funivia, il quale ha sostenuto che la traente fu effettivamente sostituita nel 1976, e l'impianto tornò regolarmente in funzione nel 1977; la chiusura della funivia, sempre secondo l'ex responsabile, fu invece dovuta alla mancata sostituzione della fune della cabina di soccorso, mai ordinata, del valore di 70 milioni di lire di allora.